# Володимир Нестеренко
Володимир «Адольфич» Нестеренко (справжнє ім'я: Володимир Адольфович Шамрай; 28 липня 1964, Київ[джерело?]) — український російськомовний письменник, журналіст, кінодраматург, контркультурний діяч.

## Біографія
Володимир Нестеренко — відомий з часів перебудови український контркультурний діяч. Особливу відомість отримав після широкого розповсюдження інтернету і появи блогів, де відомий під ніком adolfych.
У буремні 90-ті встиг побувати у місцях позбавлення волі. Втім з кінця 90-х остаточно порвав з криміналом часів першого накопичення капіталу і живе життям добропорядного громадянина. Протягом довгого часу намагався приховувати справжнє ім'я, не любить фотографуватися.
З початку 2000-х працює журналістом. Мав нерегулярні професійні контакти з газетою «Консерватор» під час редакторування там Д. Ольшанського. Після закриття газети історія співпраці продовжилася вже як трилер — з цькуванням Ольшанського за невиплачені гонорари і створенням неприємностей колективу колишньої редакції. Втім, питання, за словами самого Нестеренка, було врешті-решт врегульовано.
Протягом останніх років у статусі вільного журналіста продовжує співпрацювати з кількома періодичними виданнями.
У 2000-х в інтернеті з'явилися перші оповідання Нестеренко, написані на близьку автору тему 90-х з їхнім духом безмежної свободи і не менш безмежного насильства. Першу книжку автора 2006 року випускає російське контркультурне видавництво «Ad Marginem» [Архівовано 23 квітня 2022 у Wayback Machine.]. «Чужая» — це кримінальна мелодрама, жорстка і правдива історія з буремних 90-х. Після виходу книжки права на її екранізацію викупило російське телебачення, фільм вийшов на екрани 2010 року. 2008 року «Ad Marginem» [Архівовано 23 квітня 2022 у Wayback Machine.] випускає другу книжку Нестеренка — «Огненное погребение», до якої увійшли оповідання і сценарій.
12 серпня 2016 року в Одесі в стані алкогольного сп'яніння ножем поранив охоронця під час лекції російського художника-акціоніста Петра Павленського. Інший охоронець, колега потерпілого, супроводжуючи того до лікарні помер від серцевого нападу. Нестеренко покинув приміщення, поліція розпочала кримінальне провадження за ст. 125 (умисне легке тілесне ушкодження) Кримінального кодексу України, блоґера оголосили в розшук.

## Політичні переконання
Принципова і агресивна російськомовність Нестеренка багатьох збиває з пантелику і примушує підозрювати його у радикальному русофільстві. Сам Нестеренко рішуче заперечує такі висновки, оскільки вважає себе палким українолюбом і патріотом незалежної України. Втім, головним переконанням Нестеренка залишається принцип «нічого святого». І його іронії не уникає і такий засадничний для автора патріотизм.